# Christoph Pinezich
Christoph Pinezich (* 1959/1960) ist ein österreichischer Basketballtrainer und ehemaliger -spieler.

## Leben
Pinezich spielte für den UBC Mattersburg in der Bundesliga und im Europapokal sowie für UKJ Tyrolia. Ab 1992 war er in Mattersburg als Trainer tätig und führte die Mannschaft 1994 zum Gewinn des Meistertitels in der B-Liga. Nach dem Erfolg endete seine Amtszeit als Trainer der Mannschaft, aber 1997 war er dann Co-Trainer.
Er war ebenfalls 17 Jahre lang Sportlicher Leiter in Mattersburg sowie als Trainer im Jugendbereich tätig und von 1997 bis 2003 Co-Trainer der Bundesligamannschaft. Von 2009 bis 2011 betreute er die Damen der Flying Foxes Post SV Wien als Cheftrainer und gewann mit diesen zweimal die österreichische Meisterschaft sowie ebenfalls zweimal den Pokalbewerb. Zu seinen Spielerinnen in Wien gehörte auch seine Tochter Annika. In den Spielzeiten 2009/10 und 2010/11 wurde er vom Fachportal eurobasket.com jeweils als Trainer des Jahres der höchsten österreichischen Spielklasse ausgezeichnet. Zudem schafften die Wienerinnen 2011 unter seiner Leitung den Einzug in die letzten Vier des Europapokalbewerbs CEWL.
Anfang Dezember 2013 übernahm er das Traineramt beim Männer-Bundesligisten Arkadia Traiskirchen und hatte dieses bis Ende Januar 2014 inne. Zu seinen Spielern in Traiskirchen zählte der spätere NBA-Profi Jakob Pöltl.
Sein Sohn Markus war ebenfalls Bundesligaspieler und wurde wie sein Vater Trainer.